# Novodvorský potok (přítok Ronovky)
Novodvorská potok je pravostranný přítok Ronovky v okrese Nymburk ve Středočeském kraji. Délka toku měří 1,63 km.

## Průběh toku
Potok vytéká z vodní nádrže v obci Nový Dvůr v nadmořské výšce 190 m a teče směrem na západ. Po asi 500 m toku se potok začíná pozvolna stáčet k severozápadu posléze teče směrem na sever. Východně od Oskořínku se Novodvorský potok zprava vlévá do Ronovky v nadmořské výšce 189 m.